# پیرامتن
پیرامتن یکی از اصطلاحات نقد ادبی است. نخستین بار ژرار ژنت این اصطلاح را برای مطالبی به کار برد که خارج از روایت اما به گونه‌ای مربوط به آن هستند. ممکن است پیرامتن‌ها به‌طور فیزیکی به محمل روایی ضمیمه شده باشند (درون‌متن‌ها)؛ مانند پیش‌گفتارها، فهرست مطالب، عنوان‌ها، معرفی کتاب در تای داخل جلد و تصاویر. البته پیرامتن‌ها ممکن است جدای از محمل اما با کمک تداعی، مرتبط با محمل روایی باشند (برون‌متن‌ها)؛ مثل یادداشت نویسنده، معرفی و نقد و هم‌چنین سایر آثار نویسنده. پیرامتن‌ها می‌توانند شیوهٔ تفسیر ما را از روایت تغییر بدهند و گاهی بسیار تأثیرگذارند. ژنت در بحث خود به تئاتر و سینما اشاره نمی‌کند اما در این حوزه‌ها نیز می‌توانیم مطالب پیرامتنی را به شکل‌های مختلف ببینیم: پوسترها، پیش‌نمایش‌ها، تابلوی سردر سالن‌های نمایش یا سینما، بیانیه‌های رفع مسئولیت، رسوایی‌های تولید اثر و بدنامی بازیگران.